# Жіноча збірна Греції з водного поло
Збірна Греції з водного поло (грец. Εθνική ομάδα Ελλάδας υδατοσφαίρισης) — національна збірна команда Греції з водного поло, якою керує Федерація плавання Греції. Гречанки один раз ставали чемпіонками світу в 2011 та тричі здобували срібні нагороди, одне срібло на Олімпійських іграх 2004 та ще чотири рази на чемпіонатах Європи.

## Результати

### Медальні здобутки збірної
| Турнір           | 1 | 2 | 3 | Разом |
| ---------------- | - | - | - | ----- |
| Олімпійські ігри | 0 | 1 | 0 | 1     |
| Чемпіонат світу  | 1 | 0 | 0 | 1     |
| Світова ліга     | 1 | 0 | 3 | 4     |
| Чемпіонат Європи | 0 | 4 | 1 | 5     |
| Разом            | 2 | 5 | 4 | 11    |

### Олімпійські ігри
| Рік   | Місце     |
| ----- | --------- |
| 1996  | 6-е місце |
| 2004  | 2         |
| 2008  | 8-е місце |
| 2024  | 7-е місце |
| Разом | 4/7       |

- — країна-господар фінального турніру

### Чемпіонати світу
| Рік   | Місце     |
| ----- | --------- |
| 1998  | 5-е місце |
| 2001  | 7-е місце |
| 2003  | 9-е місце |
| 2005  | 5-е місце |
| 2007  | 8-е місце |
| 2009  | 4-е місце |
| 2011  | 1         |
| 2013  | 6-е місце |
| 2015  | 6-е місце |
| 2017  | 7-е місце |
| 2019  | 8-е місце |
| 2022  | 7-е місце |
| 2023  | 8-е місце |
| 2024  | 4-е місце |
| Разом | 14/17     |

### Світова ліга
| Рік   | Місце     |
| ----- | --------- |
| 2004  | 6-е місце |
| 2005  | 1         |
| 2007  | 3         |
| 2009  | 7-е місце |
| 2010  | 3         |
| 2011  | 4-е місце |
| 2012  | 3         |
| 2020  | 6-е місце |
| Разом | 8/19      |

- — країна-господар фінального турніру

### Кубок світу
| Рік   | Місце     |
| ----- | --------- |
| 1997  | 6-е місце |
| 1999  | 8-е місце |
| 2002  | 7-е місце |
| 2006  | 6-е місце |
| 2010  | 7-е місце |
| 2023  | 5-е місце |
| Разом | 6/18      |

### Чемпіонат Європи
| Рік   | Місце     |
| ----- | --------- |
| 1989  | 7-е місце |
| 1991  | 7-е місце |
| 1993  | 7-е місце |
| 1995  | 4-е місце |
| 1997  | 7-е місце |
| 1999  | 5-е місце |
| 2001  | 4-е місце |
| 2003  | 5-е місце |
| 2006  | 6-е місце |
| 2008  | 6-е місце |
| 2010  | 2         |
| 2012  | 2         |
| 2014  | 6-е місце |
| 2016  | 5-е місце |
| 2018  | 2         |
| 2020  | 6-е місце |
| 2022  | 2         |
| 2024  | 3         |
| Разом | 18/20     |

- — країна-господар фінального турніру